# Tornabenea
Tornabenea  es un género  perteneciente a la familia Apiaceae. Comprende 6 especies descritas.

## Taxonomía
El género fue descrito por Filippo Parlatore y publicado en Hooker's Journal of Botany and Kew Garden Miscellany 2: 370. 1850.

## Especies
A continuación se brinda un listado de las especies del género Tornabenea aceptadas hasta septiembre de 2012, ordenadas alfabéticamente. Para cada una se indica el nombre binomial seguido del autor, abreviado según las convenciones y usos.
- Tornabenea bischoffii J.A.Schmidt
- Tornabenea hirta J.A.Schmidt
- Tornabenea humilis Lobin & K.H.Schmidt
- Tornabenea insularis K.Krause
- Tornabenea ribeirensis K.H.Schmidt & Lobin
- Tornabenea tenuissima (A.Chev.) A.Hansen & Sunding